# روزاريو مينديز
روزاريو مينديز (25 أكتوبر 1989 في الهند - ) هو لاعب كرة قدم هندي في مركز الوسط. لعب مع نادي سالغاوكار.

## وصلات خارجية
- روزاريو مينديز على موقع قاعدة بيانات كرة القدم.إي يو (الإنجليزية)
- روزاريو مينديز على موقع Soccerway.com (الإنجليزية)